# The Kenyon Review
The Kenyon Review è una rivista letteraria trimestrale statunitense, fondata nel 1939, edita dal Kenyon College, con sede a Gambier (Ohio).

## Storia
Nel 1937 Gordon Keith Chalmers (1904–1956) fu eletto presidente del Kenyon College, una Università di arti liberali privata con sede a Gambier. Chalmers si prodigò nell'aumentare il prestigio del college, fino ad allora giudicato una istituzione culturale di importanza secondaria, col reclutare eminenti studiosi da altre sedi universitarie e, su consiglio della moglie, la poetessa Roberta Teale Swartz, col dotare l'università di una propria rivista letteraria. Nello stesso anno, attraverso l'intervento di Robert Frost, Chalmers riuscì a far assumere, come professore di poesia, John Crowe Ransom, all'epoca professore alla Università Vanderbilt e stimato come uno dei principali critici letterari statunitensi; Ransom si trasferì a Gambier seguito da alcuni dei suoi più brillanti studenti quali Randall Jarrell, Robert Lowell e David McDowell. Il primo numero della Kenyon Review apparve nell'inverno del 1939; Ransom era l'editor e il filosofo Philip Blair Rice era il suo vice. Negli anni successivi il giornale divenne una delle pubblicazioni più importanti del New Criticism, con Robert Penn Warren, Ford Madox Ford, Robert Lowell, Delmore Schwartz, Flannery O'Connor, ecc. che pubblicarono qui alcuni dei loro scritti più importanti.
Nel 1959 Robie Macauley succedette a Ransom come editor del The Kenyon Review. Dieci anni dopo, nel 1969, il Kenyon College sospese le pubblicazioni per l'aumentare dei costi. Nel 1979, tuttavia, le pubblicazioni ripresero, il trimestrale venne rilanciato e la poetessa Marilyn Hacker divenne la prima redattrice a tempo pieno della rivista.